# Pennello a mare
Il pennello è una struttura a protezione della costa costruita perpendicolarmente o comunque trasversalmente alla linea di riva. Il suo scopo è ridurre l'erosione della costa limitando il trasporto di sedimenti lungo la linea stessa. Un litorale viene così protetto mediante un sistema di più pennelli, spesso in roccia (grossi blocchi) ma a volte anche in legno od acciaio (meno durevoli). Un singolo pennello ha un effetto assai limitato: in particolare, aumentano i depositi sul lato esposto sopraflutto (ossia rivolto verso la direzione da cui proviene la corrente prevalente) mentre continua ad essere erosa la costa dal lato opposto (sottoflutto). È per questo che i pennelli vengono sempre installati in serie. Gli effetti sulle spiagge adiacenti non protette possono essere negativi in quanto l'erosione di queste ultime viene addirittura accentuata. Oltre ai pennelli tradizionali, emergenti dall'acqua, esistono anche i pennelli sommersi.
I pennelli sono molto frequenti lungo le coste adriatiche italiane.